# Mistrzostwa Europy w Lekkoatletyce 1969 – bieg na 100 m kobiet

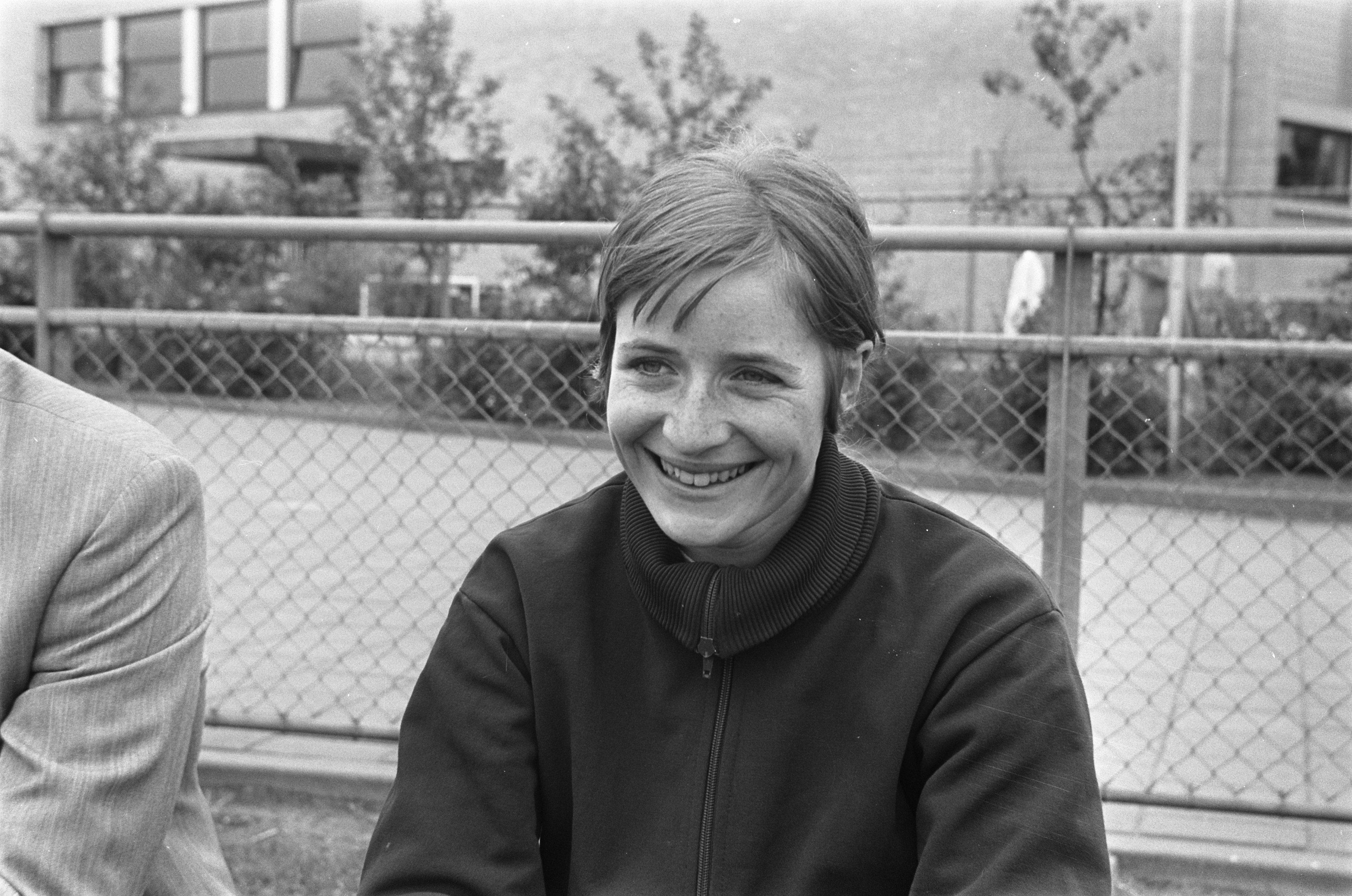
Wilma van den Berg

Bieg na dystansie 100 metrów kobiet był jedną z konkurencji rozgrywanych podczas IX Mistrzostw Europy w Atenach. Biegi eliminacyjne, półfinałowe i finałowy zostały rozegrane 17 września 1969 roku. Zwyciężczynią tej konkurencji została reprezentantka Niemieckiej Republiki Demokratycznej Petra Vogt, która na tych mistrzostwach zdobyła złote medale także w biegu na 200 metrów i sztafecie 4 × 100 metrów. W rywalizacji wzięły udział dwadzieścia cztery zawodniczki z szesnastu reprezentacji.

## Rekordy
| Rekord świata     | Wyomia Tyus (USA)        | 11,0 | Meksyk, Meksyk        | 15.10.1968 |
| Rekord Europy     | Irena Kirszenstein (POL) | 11,1 | Praga, Czechosłowacja | 09.07.1965 |
| Rekord mistrzostw | Jutta Heine (DEU)        | 11,4 | Belgrad, Jugosławia   | 13.09.1962 |

## Wyniki

### Eliminacje
Bieg 1
| Miejsce | Zawodniczka         | Czas | Uwagi |
| ------- | ------------------- | ---- | ----- |
| 1       | Karin Balzer        | 11,9 | Q     |
| 2       | Else Hadrup         | 12,0 | Q     |
| 3       | Mirosława Sarna     | 12,0 | Q     |
| 4       | Mariana Goth        | 12,2 | Q     |
| 5       | Anne Van Rensbergen | 12,2 |       |
| 6       | Iwanka Wenkowa      | 12,6 |       |

Bieg 2
| Miejsce | Zawodniczka          | Czas | Uwagi |
| ------- | -------------------- | ---- | ----- |
| 1       | Petra Vogt           | 11,6 | Q     |
| 2       | Anita Neil           | 11,9 | Q     |
| 3       | Danuta Jędrejek      | 12,1 | Q     |
| 4       | Galina Mitrochina    | 12,2 | Q     |
| 5       | Dominique Descatoire | 12,7 |       |
| 6       | Annette Berger       | 12,9 |       |
| 7       | Kristín Jónsdóttir   | 13,3 |       |

Bieg 3
| Miejsce | Zawodniczka          | Czas | Uwagi |
| ------- | -------------------- | ---- | ----- |
| 1       | Val Peat             | 12,0 | Q     |
| 2       | Regina Höfer         | 12,1 | Q     |
| 3       | Eva Glesková         | 12,2 | Q     |
| 4       | Nadieżda Biesfamilna | 12,3 | Q     |
| 5       | Mona-Lisa Strandvall | 12,4 |       |

Bieg 4
| Miejsce | Zawodniczka        | Czas | Uwagi |
| ------- | ------------------ | ---- | ----- |
| 1       | Wilma van den Berg | 11,9 | Q     |
| 2       | Sylviane Telliez   | 12,0 | Q     |
| 3       | Ludmiła Michajłowa | 12,2 | Q     |
| 4       | Madeleine Cobb     | 12,2 | Q     |
| 5       | Erika Kren         | 12,4 |       |
| 6       | Gun Olsson         | 12,6 |       |

### Półfinały
Półfinał 1
| Miejsce | Zawodniczka          | Czas | Uwagi |
| ------- | -------------------- | ---- | ----- |
| 1       | Petra Vogt           | 11,7 | Q     |
| 2       | Anita Neil           | 11,7 | Q     |
| 3       | Sylviane Telliez     | 11,8 | Q     |
| 4       | Regina Höfer         | 11,9 | Q     |
| 5       | Mirosława Sarna      | 12,0 |       |
| 6       | Nadieżda Biesfamilna | 12,0 |       |
| 7       | Ludmiła Michajłowa   | 12,2 |       |
| –       | Mariana Goth         | DNS  |       |

Półfinał 2
| Miejsce | Zawodniczka        | Czas | Uwagi |
| ------- | ------------------ | ---- | ----- |
| 1       | Wilma van den Berg | 11,7 | Q     |
| 2       | Karin Balzer       | 11,8 | Q     |
| 3       | Val Peat           | 11,9 | Q     |
| 4       | Eva Glesková       | 11,9 | Q     |
| 5       | Else Hadrup        | 12,0 |       |
| 6       | Danuta Jędrejek    | 12,1 |       |
| 7       | Galina Mitrochina  | 12,1 |       |
| –       | Madeleine Cobb     | DNS  |       |

### Finał
| Miejsce | Zawodniczka        | Czas  |
| ------- | ------------------ | ----- |
| 1       | Petra Vogt         | 11,66 |
| 2       | Wilma van den Berg | 11,74 |
| 3       | Anita Neil         | 11,81 |
| 4       | Val Peat           | 11,87 |
| 5       | Karin Balzer       | 11,88 |
| 6       | Regina Höfer       | 11,90 |
| 7       | Eva Glesková       | 11,90 |
| 8       | Sylviane Telliez   | 11,92 |